# 草棚镇聖十字架堂
草棚镇聖十字架堂，又称三星十字架堂，是天主教上海教区崇明总铎区的一座教堂，位于上海市崇明区三星镇草棚村。
2017年6月29日，十字架堂公布为崇明区登记不可移动文物。